# Canthidium titschacki
Canthidium titschacki là một loài bọ cánh cứng trong họ Bọ hung (Scarabaeidae).